# Someday, Somewhere
Singles de Demis Roussos
Schönes Mädchen aus Arcadia
(1973) My Only Fascination (en)
(1974)
Someday, Somewhere est une chanson du chanteur grec Demis Roussos, sortie en single en fin 1973 chez Philips Records. Elle est incluse sur son album My Only Fascination (en) de 1974.

## Contexte et accueil
La chanson est écrite par Alec R. Costandinos et Stélios Vlavianós et l'enregistrement est réalisé par Demis Roussos. Elle est également enregistrée par le chanteur en espagnol sous le titre Un día igual a los demás et figure sur l'album Demis Roussos en castellaño de 1978.
Someday, Somewhere atteint notamment la première place des classements en Belgique néerlandophone et en Espagne,.

## Liste des titres
| A. | Someday, Somewhere | 3:00 |
| B. | Lost in a Dream    | 4:12 |

## Classements
| Classement (1973–74)                    | Meilleure position |
| --------------------------------------- | ------------------ |
| Autriche (Ö3 Austria Top 40)            | 18                 |
| Argentine (Billboard),                  | 4                  |
| Belgique (Flandre Ultratop 50 Singles)  | 1                  |
| Belgique (Wallonie Ultratop 50 Singles) | 7                  |
| Danemark (IFPI)                         | 5                  |
| Espagne (El Musical),                   | 1                  |
| France (IFOP)                           | 13                 |
| Italie (Musica e dischi)                | 14                 |
| Pays-Bas (Nederlandse Top 40)           | 2                  |
| Pays-Bas (Nationale Hitparade)          | 2                  |

| Classement (1973) | Position |
| ----------------- | -------- |
| France (SNEP)     | 73       |

| Classement (1974)              | Position |
| ------------------------------ | -------- |
| Belgique (Flandre Ultratop)    | 25       |
| Espagne (AFE)                  | 7        |
| Italie (Musica e dischi)       | 58       |
| Pays-Bas (Nederlandse Top 40)  | 72       |
| Pays-Bas (Nationale Hitparade) | 53       |